# Флаг Харьюмаа
Флаг Харьюмаа является официальным символом Харьюмаа — уезда Эстонии.
Флаг уезда представляет собой бело-зелёный биколор. Посередине белой полосы находится герб Харьюмаа.
Соотношение сторон флага — 7:11, и нормальный размер 105x165 см.

## См.также
- Герб Харьюмаа